# Chiesa dei Santi Filippo e Giacomo (Canicattì)
La chiesa dei Santi Filippo e Giacomo anche nota come La badia è un edificio religioso situato nel centro di Canicattì. Da alcuni decenni è chiusa al culto perché inagibile.
All'interno si conservano bellissimi stucchi, nonché tre affreschi sulla parete sinistra della chiesa. La chiesa conservava anche tante opere d'arte che si possono ancora ammirare in altre chiese della città (molte nella chiesa madre "san Pancrazio").
Attualmente la chiesa versa in grave stato di abbandono e risulta pericolante; nel corso del tempo è completamente crollata la copertura, costituita da "coppi siciliani" a causa di restauro sbagliato e incuria, e presenta gravi crepe sulle pareti; all'interno sta inoltre crescendo della vegetazione e anche i preziosi stucchi barocchi e le belle statue risultano danneggiate dal tempo e dalle intemperie.

## Storia
La costruzione della chiesa dei santi Filippo e Giacomo, comunemente nota come "la badia", e dell'annesso (ex-)monastero delle benedettine, è iniziata nel 1663 e si è conclusa nel 1716. La chiesa fu costruita sul luogo in cui esisteva una vecchia chiesetta dedicata a santa Barbara, per volere del barone Giacomo Bonanno, la sua facciata realizzata in pietra locale intagliata si staglia imponente nel pieno centro storico di Canicattì.

## Descrizione

### La facciata
La facciata della chiesa si presenta semplice ma imponente realizzata in pietra locale intagliata presenta un grande portone in legno incorniciato da un grande portale in pietra su cui campeggia un medaglione in marmo in cui sono rappresentate la Madonna con il bambino e le anime del purgatorio, al centro è presente una grande finestra, la facciata si chiude in alto con il grande timpano, l'essenziale campanile si trova sul lato sinistro della facciata appoggiato sul muro del monastero.

### L'interno della chiesa
La chiesa a navata unica all'interno (nella "controfacciata") presenta un "soppalco" sorretto da 2 colonne sul quale è presente lo stemma dei Bonanno, vi si trovano sei altari (tre per lato) adornati da pregiati ed elaborati stucchi in stile barocco, sulla parete sinistra (quella addossata al monastero sono presenti oltre ai tre altari anche tre affreschi, al centro quello di una monaca che guarda da dietro una grata e ai lati di due "finestroni" che richiamano quelli reali della parete opposta, nella parete destra sono appunto presenti sopra i tre altari, tre grandi finestre, gli stucchi nella parte alta di questa parete sono andati perduti rimangono solo quelli della parte bassa dove si trovano gli altari, rimane intatto l'abside decorato da stucchi del Signorello da Palermo, e l'altare maggiore costituito da marmi colorati, sono anche presenti dieci splendide statue in stucco rappresentanti santi. Il pavimento invece è in piastrelle maiolicate. Erano presenti anche numerosissime quadri, tele e statue, ancora ammirabili in altre chiese della città.

## Il monastero delle Benedettine
Il monastero urbano, fondato poco prima della chiesa nel 1663, fu ampliato intorno al Settecento e ospitò le monache di clausura, finché nel 1920 fu sciolto a causa dell'impossibilità di accogliere nuove novizie imposta nel 1866 in cambio della possibilità di abitare il monastero a vita dopo che fu ceduto al comune a causa della legge che incamerò i beni religiosi, in seguito fu utilizzato per i più diversi scopi ma lentamente cadde nell'abbandono, il monastero è stato completamente restaurato di recente (i lavori sono finiti intorno al 2012) e il 19 dicembre 2013 fu inaugurato nei locali dell'ex-monastero un museo etno-antropologico, in cui furono ricostruite grazie a oggetti donati dai cittadini canicattinesi una camera da letto borghese, una contadina e una parte dedicata ai mestieri, il museo fu poi chiuso e gli oggetti riconsegnati ai proprietari. sono inoltre conservati alcuni oggetti provenienti dall'annessa chiesa dei santi Filippo e Giacomo. Dal 13 gennaio 2017 l'ex convento ospita gli uffici demografici (anagrafe, stato civile, elettorale, leva).